# Edwina Kuhl
Edwina Doris Marianne Kuhl (geboren 2010 in Berlin) ist eine deutsche Kinderdarstellerin.

## Leben
Sie ist die Tochter der Filmschauspielerin Annika Kuhl und des Filmregisseurs Leander Haußmann.
Im Alter von zwei Jahren spielte sie an der Seite ihrer Mutter die zentrale Nebenrolle der Lara in Haußmanns Fernsehfilm Kinderparadies. In dessen Produktion Das Pubertier spielte sie 2017 die sechsjährige Carla.

## Filmografie
- 2013: Polizeiruf 110 – Kinderparadies
- 2017: Das Pubertier – Der Film

## Verweise
- Edwina Kuhl bei IMDb
- Edwina Kuhl bei filmportal.de